# Maslam jezik
Maslam jezik (ISO 639-3: msv; kotoko-maltam, maltam), afrazijski jezik čadske porodice kojim govori svega oko 250 (Tourneux 2004), gotovo svi u Kamerunu, i nešti u čadskom gradu N’Djamena i duž rijeke Chari. Dijalekt maltam govori se u selima Miskini i Blabli, a sao u selima Farcha-Milezi i Ngara-Mandju (ili ‘Gourmadjo’) 
I jezično i etnički vode se pod sjevernu kotoko podskupinu, i jezičnu skupinu biu-mandara. Dijalekti: maslam (maltam), sao (sahu).

## Vanjske poveznice
- Ethnologue (14th)
- Ethnologue (15th)